# ويليام سبراغ
ويليام سبراغ هو سياسي أمريكي، ولد في 23 فبراير 1809 في بروفيدنس في الولايات المتحدة، وتوفي في 19 سبتمبر 1868 في كالامازو في الولايات المتحدة. نشط حزبياً في حزب اليمين. وقد انتخب عضو مجلس النواب الأمريكي ‏.